# 12,7×81 мм
12,7×81 мм (.5 Vickers, .5 Breda, 12,7×81 мм SR Breda) — великокаліберний британський набій першої половини XX століття. Створений британською компанією «Віккерс» для великокаліберних кулеметів і протитанкових рушниць за прикладом німецького 13,25×92 мм SR і американського 12,7×99 мм. Для набою були бронебійні, запальні і трасуючі кулі. Бронебійна куля мала вагу 37,6 г, початкову швидкість 775 м/с і дульну енергію 11 280 джоулів.
З метою створити собі перевагу, для експорту був розроблений на його основі набій 12,7×81 мм SR Breda (.5 Breda) в 1923 році, який відрізнявся від оригіналу невеликим фланцем і полегшеною кулею. .5 Breda був прийнятий на озброєння армій Японії та Італії.

## Зброя
- Vickers .50
- Breda-SAFAT
- Тип 1